# Ejido el Lobo
Ejido el Lobo är en ort i Mexiko.   Den ligger i kommunen Ciudad Valles och delstaten San Luis Potosí, i den centrala delen av landet, 270 km norr om huvudstaden Mexico City. Ejido el Lobo ligger 54 meter över havet och antalet invånare är 386.
Terrängen runt Ejido el Lobo är platt. Runt Ejido el Lobo är det ganska glesbefolkat, med 42 invånare per kvadratkilometer. Närmaste större samhälle är Nueva Primavera, 11,6 km norr om Ejido el Lobo. Omgivningarna runt Ejido el Lobo är en mosaik av jordbruksmark och naturlig växtlighet.